# Таріку Бекеле
Таріку Бекеле  (амх. ታሪኩ በቀለ, 28 лютого 1987) — ефіопський легкоатлет, олімпійський медаліст.

## Виступи на Олімпіадах
| Олімпіада   | Дисципліна           | Місце |
| ----------- | -------------------- | ----- |
| Пекін 2008  | біг на 5000 метрів   | 6     |
| Лондон 2012 | біг на 10 000 метрів | 3     |

## Зовнішні посилання
- Досьє на sport.references.com